# Joltojtic
Joltojtic är en ort i Mexiko.   Den ligger i kommunen Chenalhó och delstaten Chiapas, i den sydöstra delen av landet, 800 km öster om huvudstaden Mexico City. Joltojtic ligger 1 673 meter över havet och antalet invånare är 162.
Terrängen runt Joltojtic är huvudsakligen kuperad, men åt nordost är den bergig. Runt Joltojtic är det tätbefolkat, med 319 invånare per kvadratkilometer. Närmaste större samhälle är Pantelhó, 11,9 km nordost om Joltojtic. I omgivningarna runt Joltojtic växer i huvudsak städsegrön lövskog.